# آذرگان

جشن آذرگان در نهمین روز از ماه آذر که نام روز و ماه یکی می‌شود (یعنی روز آذر در ماه آذر)، برگزار می‌شود. ابوریحان بیرونی می‌نویسد: «... روز نهم آذر عیدی است که به دلیل هم‌نام بودن روز و ماه به آن آذر جشن می‌گویند. در این روز باید آتش افروخته شود و این روز، جشن آتش است که به نام فرشته‌ای که موکل بر تمام آتش‌هاست، نامگذاری شده است. زرتشت دستور داده که در این روز آتشکده‌ها زیارت شوند و در کارهای جهان مشورت انجام گیرد…» 
در «فرهنگ جهانگیری»، «برهان قاطع»، «مروج الذهب مسعودی» و «المدخل فی صناعة احکام النجوم» از کیا کوشیار ابن لبان با شهری جیلی، این جشن را «آذرخش» نوشته‌اند.
دانشمند آلمانی «شفتلویتز»(Sheftelwitz) در کتاب خود «آیین قدیم ایران و یهودیت» نوشتار بسیار مفیدی در اینباره دارد و نشان می‌دهد که چگونه همه‌ی ملل جهان از هر نژاد آتش را میستایند و از متمدنترین کشورها در اروپا تا وحشیترین قبایل آفریقایی در ستودن این عنصر درخشان با یکدیگر شریک هستند.

## جایگاه آذر و ایزد آذر در فرهنگ ایران
در باور زرتشتیان آذر به معنی آتش نماد اشا، راستی و پاکی اهورایی است. آتش تنها ماده‌ای است که آلودگی به خود نمی‌گیرد. در همه حال روبه‌بالا می‌رود. خود می‌سوزد و دیگران را گرما و نور می‌دهد. آتش یک آخشیج مینوی است که به سه آخشیج گیتوی دیگر، آب، هوا و خاک جان می‌بخشد. آتش آن‌چنان پاک و آسمانی است که آن را از گونه اندیشه و خرد می‌دانند و ارج می‌گذارند. آتش پاک و نور، نماد و شناسه دینی زرتشتیان است. هنگام نیایش بهدینان به‌سوی نور و روشنایی ایستاده و به پرستش اهورامزدای یکتا می‌پردازند. با نیایش آتش زندگی که در اوستا آن را با نیروی زیست همسو می‌دانیم، در گیتی به شناسایی و شناخت درست دست می‌یابیم. یک نکته مهم در اوستا آن است که هر انسان در هر زمانه و هر روز باید آتش زندگی را با خالص‌ترین عناصر روشن و فروزان نگاه دارند. چون آتش نشانه و نماد پاکی در روحانیت آدمی است، هرگاه می‌خواهند شعله‌ای بیفروزند باید از چوب خشک خوش‌بو که بی دود می‌سوزد استفاده کنند؛ یعنی هر روز آتش زندگی را با هوشیاری و نور پاک‌منشی روشن و استوار کنند. بدانیم که خواست جاودانگی زندگانی، رسیدن به نور و گوهر مزدا و یکی شدن با آن است.
در «یسنا، هات ۶۲» از آذر اهورایی با ویژگی‌هایی چون «برازنده نیایش»، «گشایش‌بخش» و «پناه‌بخش» یاد شده‌است و از او شادکامی، زندگی دراز، آسایش همگانی، کامروایی و روشنایی خواستار شده‌اند. پس اگر هریک ز ما نور ایمان اهورایی را که از فراگیری علم و دانش و پایبندی به آن دست می‌آید، در خود افروخته داشته باشیم سرانجام آن آسایش آسان و فراوان، فرزانگی، افزونی، شیوایی زبان و هوشیاری روان و پس از آن خرد بزرگ، نیک و بی‌زیان و پس از آن دلیری، استواری، هوشیاری و بیداری، فرزندان برومند و کاردان، کشورداری و انجمن‌آرا، بالنده، نیک کردار، آزادی‌بخش و جوانمرد که خانه کشور را آباد می‌سازند خواهیم داشت که این همان ترجمه بخشی از یسنای ۶۲ (آتش نیایش) است.
بنابراین نور و روشنایی دارای اهمیت بسزایی است. در فرهنگ ایران، آتش یکی از پدیده‌های طبیعی ستودنی است چون گرمای زندگی را در کالبد دیگر پدیده‌های هستی جاری می‌سازد و با نور خود که نشانی از آذر اهورایی است جان‌ودل یاران اهورامزدا را روشنایی می‌بخشد تا اینکه اجدادمان در ایران باستان برای هریک از فروزه‌های اهورایی، امشاسپندان و ایزدانی قرار می‌دهند و جشن و شادی را برای هریک بنیاد می‌نهند. یکی از آن‌ها جشن‌های آتش است که دیرینگی آن به جشن‌های آریایی می‌رسد. آذر در اوستا «آتَر/ آتَرش» و در پهلوی «آتُر / آتَخش» و در فارسی امروز «آذر / آتش» است. آذر، ایزد نگاهبان آتش و فروزه اهورامزداست برای همین گاه او را در شمار امشاسپندان آورده‌اند. آفرینش آتش را که در همه وجود هستی جاری است به اردیبهشت پیوند می‌دهند. در کتاب پهلوی بندهش، در بخش آفرینش آمده‌است: «سه دیگر از مینویان اردیبهشت است. او از آفرینش چهانی، آتش را به خویش پذیرفت»

## آیین‌های جشن آذرگان
در «فرهنگ جهانگیری»، «برهان قاطع»، «مروج الذهب مسعودی» و «المدخل فی صناعة احکام النجوم» از «کیا کوشیار ابن لبان شهری جیلی» این جشن را با نام «آذرخش» نوشته‌اند.

ابوریحان بیرونی در «آثارالباقیه» دربارهٔ جشن آذرگان نوشته‌است: «روز نهم آذر، عیدی است که به مناسبت توافق دو نام «آذرجشن» می‌گویند و در این روز به افروختن آتش نیازمند است و این روز جشن آتش است و به نام فرشته ای که به همه آتش‌ها موکل است نامیده شده. زرتشت امر کرده در این روز آتشکده‌ها را زیارت کنند و در کارهای جهان مشورت نمایند».
نیاکانمان آذرگان را روزی خجسته می‌دانستند و در خانه‌ها و بام‌ها آتش افروخته و آن روز را با شادی و شادمانی و خواندن نیایش‌ها و گستردن سفره آیینی با خوراکی‌های گوناگون در آتشکده‌ها که آذین بندی شده بودند، جشن می‌گرفتند. به هنگام جشن، بر آتش چوب‌های خوش سوز و خوش‌بو می‌نهادند و آنگاه به مناسبت آغاز سرما، از آتش فروزان در آتشگاه، هر کس اخگری به خانه برده و آن آتش تا پایان زمستان در خانه‌ها فروزان بود و نمی‌گذاشتند خاموش شود و آن را نیک فرجام و فرخنده می‌دانستند.
یکی از نیایش‌هایی که در آذر روز هرماه و از جمله در آذر روز از آذرماه خوانده می‌شود «آتش نیایش» نام دارد که پنجمین نیایش از پنج نیایش «خرده اوستا» است.
مسعود سعد سلمان، شاعر پارسی گوی، در قطعه‌هایی که برای نام ماه‌های ایرانی سروده، دربارهٔ «آذر ماه» می‌گوید:
ای ماه، رسید ماه آذر / برخیز و بده می چو آذر
آذر بفروز و خانه خوش کن / ز آذر صنما به ماه آذر
او همچنین دربارهٔ «روز آذر» گفته‌است:
ای خرامنده سرو تابان ماه / روز آذر می چو آذر خواه
شادمان کن مرا به می که جهان / شادمان شد به فر دولت شاه

### آیین‌های جشن آذرگان در ایران امروز
جشن آذرگان این روزها در شهرهای کرمان، یزد، شیراز، تهران و… از طرف زرتشتیان و با شرکت این گروه از اقلیت‌های مذهبی در مراکز دینی خودشان برگزار می‌شود. خواندن بخش‌هایی از اوستا توسط موبد، بخش همیشگی این آیین به‌شمار می‌رود.

## گل ویژه جشن آذرگان

farme

در کتاب پهلوی «بندهش» آنجا که «دربارهٔ چگونگی گیاهان» سخن به میان می‌آید، از میان گل‌ها «آذریون» گل ویژه آذر معرفی شده و آمده‌است: «... این را نیز گوید که هر گلی از آن امشاسپندی است؛ و باشد که گوید:... آذریون آذر را …».
در متون فارسی گل آذریون را با نام‌های دیگری همچون «آذرگون»، «گل آتشی» یا «گل آتشین» نیز نامیده‌اند چنان‌که امیر معزی، صائب و واعظ قزوینی در اشعار خود آن را گلی با رنگ سرخ آتشین تصویر کرده‌اند و گفته‌اند که گرچه سرخ است اما گل سرخ نیست و خوش‌بو هم نیست. اما در برخی دیگر از منابع آن را گلی زرد دانسته‌اند. پس چنان‌که پیداست در زمان‌های گوناگون نام «آذرگون» را بر گل‌های مشابه نهاده‌اند.
در همین مورد در لغت‌نامه دهخدا زیر واژه‌های آذریون و آذرگون آمده‌است: «گلی باشد زرد که در میان زغب و پرزی با ریشه‌های سیاه دارد و خوش‌بوی نیست و ایرانیان دیدار آن را نیک دارند و در خانه بپراکنند (از قاموس). چنان‌که در آذرگون گفته شد آذریون معرب آذرگون است و اقوال فرهنگ نویسان مانند شعرا در معنی آن نهایت مختلف و مضطرب است، و آن را خیری و نوعی بابونه و سطردیقون و اقحوان و زبیده و کخله و گاوچشم و همیشه بهار و نوعی از شقایق و گل آفتاب‌پرست و امثال آن گفته‌اند. صاحب تحفه گوید: نباتی است میان شجر و گیاه بقدر ذرعی برگش بی زواید و نرم بقدر برگ جرجیر و با اندک زغبیت و گل‌های او بزرگ و پهن و مدور و زرد و رخشنده و در وسط او برگ‌های ریزهٔ سیاه مایل به سرخی و به‌غایت خوش‌منظر و همیشه رو به آفتاب دارد و به حرکت او دور می‌کند… و تشویش اقوال مؤلف اختیارات بر ارباب بصر پوشیده نخواهد بود - انتهی؛ و از این تعریف روشن می‌شود که آذریون همان گل است که اکنون آفتاب گردان نامند: و آذریون از حسد رخسار آتش رنگ او رخ بزرآب فروشست و به سان غمگینان از اوراق گلناری چهره زعفرانی بنمود. (تاج المآثر …)از امثله فوق و نیز از مندرجات فرهنگ‌ها و لغت‌های طبی چنین مستفاد می‌شود که آذرگون را قدما به درستی نمی‌شناخته‌اند یا این کلمه در امکنه و ازمنه مختلف معانی مختلف می‌داده‌است. از معانیی که برای این کلمه آورده‌اند همیشه بهار، خجسته، قسمی از شقایق که اطرافش خیلی سرخ و وسطش نقطه سیاه دارد، لاله، شقر، لالهٔ دختری، آردم، گل آفتاب‌پرست، گاوچشم، خیری، کحله و زبیده است و گفته‌اند نوعی از گل است که بعضی به سرخی زند و برخی به زردی …».
و اما لامعی گرگانی (از شاعران دوران ملکشاه سلجوقی) نیز در ابیاتی آذرگون را با گلبرگ‌هایی زرد با میانه سیاه تصویر کرده‌است:
دو چشم خویش برافکن به چشم آذرگون / در این زمان و بر آماق او گمار آماق
به چشم بر مژهٔ زرد اگر نکو نبود / نکو بود سیه اندر میان چشم احداق
به این ترتیب اگرچه در برخی از فرهنگ‌های گیاه‌شناسی گاه «آذرگون» را به عنوانی صفتی برای گل‌هایی همچون شقایق، لاله، سیکلامن و همیشه بهار که به سرخی می‌گرایند، نیز به کار برده‌اند اما از آنچه در متون کهن فارسی دربارهٔ گل آذرگون یا آذریون برجای مانده چنین می‌توان نتیجه گرفت که این گلی است گرد و بزرگ با گلبرگ‌های زرد که گاهی نیز به سرخی می‌زند و با توجه به شواهد موجود به نظر آذرگون یا آذریون مورد اشاره در متون کهن ایرانی گونه ای از آفتابگردان یا همان «Sunflower» با نام علمی (Helianthus annuus) است که در اندازه‌های گوناگون و با رنگ‌های زرد یا سرخ یا ترکیبی از زرد و سرخ در طبیعت وجود دارد.